# Pronie
Pronie (niem. Prohnen) – osada w Polsce położona w województwie pomorskim, w powiecie sztumskim, w gminie Stary Dzierzgoń przy drodze wojewódzkiej nr 526. Wieś wchodzi w skład sołectwa Milikowo.
W latach 1975–1998 miejscowość administracyjnie należała do województwa elbląskiego.
Wieś wzmiankowana w dokumentach z roku 1376, jako wieś pruska na 10 włókach. Pierwotna nazwa Pyron najprawdopodobniej wywodzi się od imienia Prusa – Pyrona. W roku 1782 we wsi odnotowano 12 domów (dymów), natomiast w 1858 w 6 gospodarstwach domowych było 80 mieszkańców. W latach 1937–39 było 88 mieszkańców. W roku 1973 jako majątek Pronie należały do powiatu morąskiego, gmina Stary Dzierzgoń, poczta Myślice.